# Phyllodytes tuberculosus
Espèce
Statut de conservation UICN

 DD  : Données insuffisantes
Phyllodytes tuberculosus est une espèce d'amphibiens de la famille des Hylidae.

## Répartition
Cette espèce est endémique de l'État de Bahia au Brésil. Elle se rencontre dans la forêt atlantique à Maracás et Santa Inês.

## Publication originale
- Bokermann, 1966 : O gênero Phyllodytes Wagler, 1830 (Anura, Hylidae). Anais da Academia Brasileira de Ciências, vol. 38, no 2, p. 335-344.